# Atbara-Brücke
Die Atbara-Brücke (englisch Atbara Rail and Road Bridge) ist eine Stahlbeton-Balkenbrücke für den Eisenbahn- und Autoverkehr in Sudan über den Fluss Atbara.
Die Brücke liegt im Süden der Stadt Atbara. Sie wurde im Jahr 2004 von EVREN-Romania im Auftrag der Nationalen Straßenbehörde Sudans mit Mitteln der Islamischen Entwicklungsbank errichtet.
Sie hat eine Gesamtlänge von 440 Metern und soll die alte Atbara-Eisenbahnbrücke von 1911, die sich nur knapp 50 Meter daneben befindet, entlasten.